# Dries Hollanders

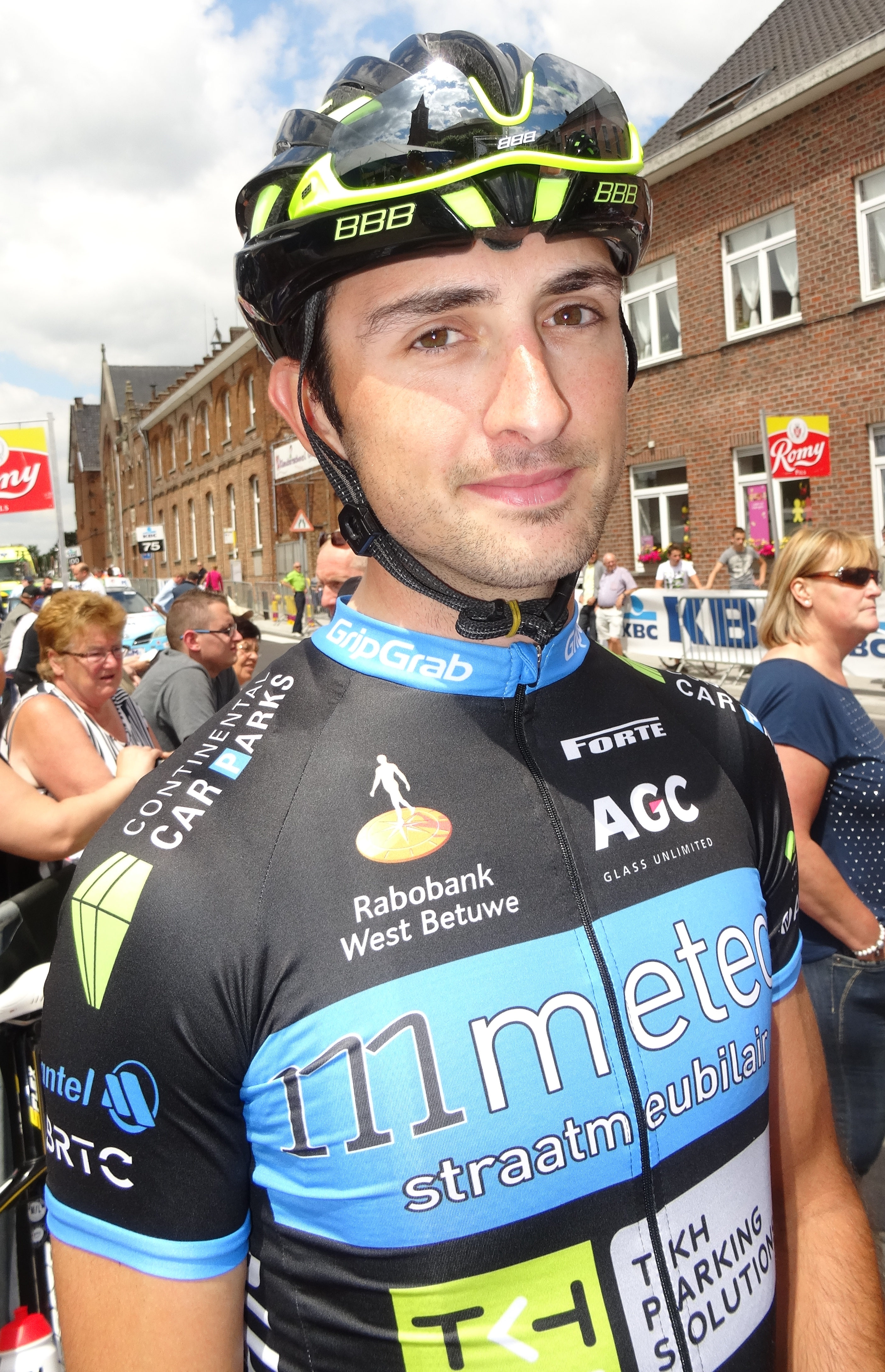
Dries Hollanders

Dries Hollanders (* 31. Juli 1986) ist ein ehemaliger belgischer Radrennfahrer.
Dries Hollanders gewann 2010 das Eintagesrennen das Memorial Philippe Van Coningsloo. Er beendete seine internationale Karriere nach der Saison 2016 beim Metec-TKH Continental Cyclingteam.

## Erfolge
2010
- Memorial Philippe Van Coningsloo

2014
- Mannschaftszeitfahren Slowakei-Rundfahrt
- Mannschaftszeitfahren Czech Cycling Tour

## Teams
- 2011 An Post-Sean Kelly
- 2011 Veranda’s Willems-Accent (Stagiaire)
- 2012 Metec Continental Cyclingteam
- 2013 Metec-TKH Continental Cyclingteam
- 2015 Metec-TKH Continental Cyclingteam
- 2016 Metec-TKH Continental Cyclingteam